# Golpe de Estado en Afganistán de 1973
El golpe de Estado en Afganistán de 1973, fue un golpe de Estado llevado a cabo contra el entonces rey de Afganistán Mohamed Zahir Shah el 17 de julio de 1973 para establecer la República de Afganistán en el territorio del depuesto reino. El golpe no violento fue ejecutado por el entonces comandante y príncipe del ejército, Mohammed Daoud Khan, quien dirigió las fuerzas en Kabul junto con el entonces jefe de Estado Mayor, el general Abdul Karim Mustaghni, para derrocar a la monarquía mientras el rey estaba en el extranjero en Ischia, Italia. Daoud Khan fue asistido por oficiales del ejército de izquierda y funcionarios del Parcham, facción del PDPA, incluido el coronel de la Fuerza Aérea Abdul Qadir. El rey Zahir Shah decidió no tomar represalias y abdicó formalmente el 24 de agosto, permaneciendo en Italia en el exilio. Terminaron más de dos siglos de gobierno real (desde la fundación del Imperio durrani en 1747).

## Antecedente
Zahir Shah había gobernado como rey desde 1933, y su primo, el príncipe Daoud Khan, había sido primer ministro de 1953 a 1963. Daoud Khan había tensado las relaciones con el rey y tampoco pudo ocupar un cargo político después de la constitución de 1964, que prohibió a los miembros de la dinastía Barakzai. Algunos creen que el rey hizo esto a propósito debido a las fuertes opiniones pro-Pastunistán de Daoud Khan, que consideró demasiado radicales y condujo a divisiones políticas con Pakistán.
Daoud Khan aprovechó la oportunidad durante el creciente descontento del público por el fracaso de las reformas de cinco gobiernos sucesivos desde que se formó una monarquía parlamentaria en 1964, incluido el hecho de que el Rey no promulgara la Ley de Partidos Políticos, la Ley de Consejos Provinciales y la Ley de Consejos Municipales, todas ellas de los cuales fueron aprobados por el parlamento. Otra razón fue la mala respuesta a la hambruna en 1971-72 que se cree que mató a miles en las partes central y noroccidental del país, particularmente en la provincia de Ghor, provocando la renuncia del primer ministro Abdul Zahir. Alrededor de 1972, la población estaba descontenta con la ineficacia y la falta de liderazgo del parlamento, lo que llevó al crecimiento de varios movimientos políticos en las universidades. Las disputas internas de Daoud Khan con el rey también se han citado como una posible razón de su decisión de lanzar un golpe.
Algunos académicos e historiadores han sugerido una posible participación de la Unión Soviética en el golpe, aunque esto no es particularmente evidente.

## El golpe
El rey Zahir Shah y varios de sus acompañantes, incluido Sardar Shah Wali Khan, partieron de Afganistán hacia Londres, vía Roma, en la mañana del 25 de junio de 1973, según los informes, para recibir tratamiento para hemorragias tras lesionarse el ojo. Después del tratamiento, regresó a Italia y pasó un tiempo en la isla de Ischia. Mohammed Daoud Khan junto con varios cientos de sus partidarios del ejército, lanzaron el golpe en la mañana del 17 de julio; en cuestión de horas y sin ninguna resistencia armada, la monarquía terminó y Khan anunció la nueva república a través de Radio Afganistán a las 7 de la mañana. Personal del Consejo de Seguridad Nacional de Estados Unidos lo describió como un "golpe bien planeado y ejecutado rápidamente".
Las únicas bajas fueron 7 policías en una comisaría, que confundieron a los rebeldes con una fuerza hostil y un comandante de tanque que se ahogó en el río Kabul después de desviarse de la carretera tratando de evitar chocar con un autobús.

## Consecuencia
A pesar de ser parte de la dinastía Musahiban Barakzai, Daoud Khan abolió la monarquía y creó una nueva República en su lugar, declarándose jefe de Estado y jefe de Gobierno, ministro de Relaciones Exteriores y jefe del Ejército. El Arg (palacio) real de Kabul se convirtió en la residencia presidencial oficial. En un discurso radial, calificó el golpe de "revolución nacional y progresista", calificó el gobierno del Rey de "corrupto y decadente" y prometió reemplazarlo por una "democracia genuina". Se comprometió a continuar la política de neutralidad de Afganistán desde hace mucho tiempo. La Unión Soviética y la India reconocieron diplomáticamente al nuevo gobierno el 19 de julio de 1973, dos días después del golpe.
El golpe fue aparentemente popular entre la población, que veía a Daoud Khan como un líder enérgico.
La recepción interna positiva de la república fue también una razón por la que Zahir Shah decidió abdicar del trono. Los vínculos de Daoud Khan con el marxismo, y el apoyo de Parchamite en su golpe militar, llevaron a algunos a sospechar que se trataba de una toma de poder comunista. Para evitar la oposición, aseguró la continuidad del patrimonio religioso y cultural, como lo demuestran los Decretos Republicanos creados en julio de 1973.
Al llegar al poder, Daoud Khan disolvió el parlamento y el poder judicial, estableciendo un gobierno ejecutivo directo. A pesar de sus puntos de vista socialistas, Khan no trajo cambios drásticos al sistema económico y mantuvo conexiones con las superpotencias de la Guerra Fría. Se convocó una loya jirga después de las elecciones a la Asamblea Constitucional en enero de 1977, y se aprobó una nueva constitución que creaba un estado presidencial de partido único, con fuertes poderes para el jefe de Estado. Comenzó a volver a acercarse a los Estados Unidos y Pakistán, que fue uno de los factores por los que sus relaciones con la Unión Soviética y los comunistas del PDPA se habían visto deterioradas. Finalmente, fue derrocado y asesinado durante la Revolución Saur en 1978, incluso por varios civiles y militares de alto rango que lo ayudaron a llegar al poder en 1973.